# Анафема гетману Мазепе
Ана́фема ге́тману Мазе́пе — анафема (отлучение от Церкви), наложенная 12 ноября 1708 года Православной российской церковью на гетмана Ивана Мазепу после его государственной измены — перехода на сторону шведского короля Карла XII во время Северной войны.
Вселенский патриархат заявил о непризнании анафемы Ивану Мазепе, «ведь она была наложена по политическим мотивам, как средство политико-идеологических репрессий, и не имела никаких вероисповедных, богословских или канонических причин».
С начала XX века (период Украинской Народной Республики) по настоящее время ряд украинских общественных деятелей и церковных организаций различного канонического статуса также критикует анафему как политический акт и выдвигает требования по её официальной отмене к Русской православной церкви; в свою очередь РПЦ считает эти требования продиктованными политикой Украины по популяризации личности Мазепы.

## История наложения анафемы
29 октября 1708 года Пётр I получил ведомость об измене Мазепы, и на состоявшемся на следующий день военном совете было постановлено «разорить до основания» Батурин, перенести столицу Гетманщины в пограничный с Россией Глухов, где и произвести выборы нового гетмана. Выборы состоялись 7 ноября; 8 ноября в Глухов прибыли вызванные туда «Киевский, Черниговский, Переяславский Архиереи».
9 ноября 1708 года в Троицком соборе Глухова в присутствии Петра I митрополит Киевский, Галицкий и Малыя России Иоасаф (Кроковский), родом из Львова, в сослужении других украинских архиереев: святого архиепископа Черниговского и Новгород-Северского Иоанна (Максимовича) и епископа Переяславского Захарии (Корниловича) совершил литургию и молебен, после чего «предал вечному проклятию Мазепу и его приверженцев».
В тот же день в Глухове была совершена символическая казнь бывшего гетмана, которая описывается следующим образом: «вынесли на площадь набитую чучелу Мазепы. Прочитан приговор о преступлении и казни его; разорваны князем Меншиковым и графом Головкиным жалованные ему грамоты на гетманский уряд, чин действительного тайного советника и орден святого апостола Андрея Первозванного и снята с чучелы лента. Потом бросили палачу сие изображение изменника; все попирали оное ногами, и палач тащил чучелу на веревке по улицам и площадям городским до места казни, где и повесил».
12 ноября в Успенском соборе Москвы в присутствии царевича Алексея Петровича украинец и Местоблюститель Московского Патриаршего престола митрополит Рязанский и Муромский Стефан (Яворский) в сослужении собора архиереев совершил благодарственный молебен в связи с избранием в гетманы Скоропадского, после чего обратился к сослужащим архиереям: «Мы, собранные во имя Господа Иисуса Христа, и имеющие подобно святым апостолам, от самого Бога власть вязати и решити, аще кого свяжем на земли, связан будет и на небеси, возгласим: изменник Мазепа, за крестопреступление и за измену к великому государю, буди анафема!» В именном указе от 12 ноября 1708 года по этому поводу сказано:

…изволил он, благородный государь царевич, после литургии приитить в соборную и апостольскую церьковь Успения Пресвятыя Богородицы и, слушав молебнаго, о победе неприятеля свейскаго короля, обычнаго пения; а молебное пение совершали преосвященный Стефан, митрополит Рязанский и Муромский, с прочими митрополиты и архиепископы и со Освященным Собором… А по молебном пении, бывшаго гетмана Ивашку Мазепу… за такое его богомерзкое… дело, преосвященные митрополиты и архиепископы и со всем Освященным Собором, того врага Креста Христова, предали анафеме и проклятию вечно, чего он сам себе по делам своим от всегубителя душ получил.

По распоряжению церковных властей по всей Украине на дверях церквей было вывешено извещение, что «Мазепа со всеми своими единомышленниками, приставшими ко врагам, отвержен от церкви и проклят», а архиереи «грозили таким же отлучением от церкви и от причащения Святых Тайн всем тем, которые окажут сочувствие к измене или пристанут к неприятелю».
В анонимном памфлете «История Русов» рассказ о наложении анафемы соединился с процедурой гражданской казни и приобрёл черты, схожие с совершением псалмокатары. Священники и монахи, которых собрали со всех концов, были одеты в рясы чёрного цвета, держали в руках длинные свечи из воска, обмазанные сажей. Распевая псалмы, они окружили чучело, а затем, вращая на чучело чёрные свечи, стали выкрикивать вместе с дьяками и пономарями: «Да будет Мазепа проклят». Затем архиерей ударил чучело палкой в грудь и крикнул: «Предателю и отступнику Ивану Мазепе — Анафема». Затем чучело с криками потянули из церкви, а за ним шли священнослужители, напевая: «Днесь Иуда оставляет учителя, приемлет дьявола».
Текст Анафемы был составлен не раньше конца следующего (1709) года, так как в ней упомянута и Полтавская победа, и бегство Мазепы «к Турскому порту под защищение», и его гибель. Бегство в мусульманскую страну («отступничество от благочестивой державы») вменяется Мазепе как отвержение «Христа Господня».

## Канонические основания наложения анафемы
По мнению секретаря Одесской епархии, члена Синодальной Богословской комиссии протоиерея Андрея Новикова, основаниями для предания гетмана Ивана Мазепы анафеме были:
- Нарушение клятвы на кресте и Евангелии, данной царю (каноническое основание — 64 и 82 правила Василия Великого);
- Принесение присяги шведскому королю Карлу XII, допуск на украинские земли шведов, виновных в разрушении храмов и осквернении святынь;
- Попытка ниспровергнуть существующий государственный строй (анафема за такое преступление известна с VII века: на V Толедском Соборе (633 год) были анафемствованы все злословящие государя, в XII веке за аналогичное деяние в Византии был анафемствован Андроник Мануил).

В Глухове анафему провозгласил протопоп Новгород-Северский Афанасий Заруцкий в присутствии Киевского митрополита Иоасафа Кроковского, Черниговского архиепископа святителя Иоанна Максимовича и Переяславского епископа Захария Корниловича, а в Москве — местоблюститель патриаршего престола митрополит Стефан (Яворский), также в сослужении других представителей священноначалия. До 1869 года в день Торжества православия имя гетмана Мазепы ежегодно упоминалось в чине анафематствования как «Ивашка Мазепа». В настоящее в Русской церкви имена отдельных лиц в чине Торжества Православия не упоминаются, но по инициативе правящих архиереев имеют место случаи провозглашения в этом чине анафемы Ивану Мазепе (см. ниже о действиях архиепископа Юстиниана (Овчинникова)).

## Проблемы каноничности анафемы
Сторонники непризнания и снятия с гетмана Мазепы анафемы, в том числе Собор епископов УПЦК, утверждают, что при её наложении были нарушены нормы канонического права:
- Анафема была наложена не по церковным, а по политическим мотивам;
- Анафема была наложена без соборного решения православной церкви;
- Анафема была наложена не по решению православной церкви, а по приказу русского царя Петра І.

Принимая во внимание все выше изложенное, мы, Собор Епископов Святой Украинской Греко-православной Церкви в Канаде, на своем соборе 6 июля 1959 года в городе Эдмонтоне единогласно постановили: « Анафему, наложенную в году 1708-м на гетмана Ивана Мазепу, считаем недействительной и несуществующей, а самого гетмана Ивана Мазепу признаем одним из наибольших церковно-государственных мужей. И потому благословляем всему нашему духовенству и всем нашим верным молиться о блаженной памяти гетмана Ивана Мазепу, как верного и благочестивого сына Украинской православной церкви». Это послание подписал «смиренный Илларион, митрополит Виннипега и всей Канады и др.»
В связи с этим Константинопольская православная церковь (и входящая в её состав Украинская православная церковь в Канаде), Иерусалимская православная церковь, Румынская православная церковь, Польская православная церковь, Украинская грекокатолическая церковь, а также Украинская православная церковь Киевского патриархата и Украинская автокефальная православная церковь не признали эту анафему и продолжили служить молебны за упокой души Мазепы.

## Вопрос о снятии анафемы. Мнения и акции
В начале XXI века власти Украины стали требовать у Украинской православной церкви (Московского патриархата) (УПЦ) снять анафему с Мазепы. Вопрос об анафеме был вынесен на обсуждение Священного синода УПЦ (Московского патриархата) 14 ноября 2007 года.
Синод поручил Богословской комиссии УПЦ и Киевской духовной академии изучить канонические и исторические обстоятельства отлучения от Церкви гетмана Мазепы и фактов заупокойных богослужений по нему по благословению церковной власти.

В 2008 году ряд украинских средств массовой информации, церковных историков и государственных деятелей указывал, что анафема гетману, возможно, была снята ещё в 1918 году патриархом Тихоном; источник таких утверждений — биография первоиерарха РПЦЗ Антония (Храповицкого), составленная в эмиграции епископом Никоном (Рклицким): 
Приближался день Полтавской победы 27 июня. Самостийники обратились к Владыке с петицией, в которой, заявляя, что они считают день Полтавской битвы днём национального траура, просили Владыку в этот день отслужить на Софийской площади панихиду по гетмане Иване Степановичу Мазепе. Владыка Антоний, ценивший Мазепу за его церковноправославную народную деятельность и не сочувствовавший Петру I за антиканонические и антицерковные реформы в России, ответил, что он предварительно отправит телеграмму патриарху Тихону с просьбой снять с Мазепы анафему, как незаконно наложенную не за ересь, а за политику. Телеграмма была послана, и патриарх снял запрещение.
 В связи с этим 22 февраля 2008 года, будучи в Москве, президент Украины Виктор Ющенко поинтересовался у патриарха патриарха Алексия ІІ, действительно ли в 1918 году была снята анафема с гетмана Мазепы. В связи с вопросом Ющенко секретарь отдела внешних церковных связей Московского патриархата по межправославным отношениям протоиерей Николай Балашов сказал:

<…> в 1918 году патриарху Тихону действительно поступало обращение с просьбой рассмотреть вопрос о снятии анафемы с Мазепы, о чём Святейший Патриарх сообщил на совещании епископов в рамках проходившего тогда в Москве Поместного Собора Православной Российской Церкви. <…> снятия анафемы не было, что не исключает того, что этот вопрос компетентными канонистами и историками может быть рассмотрен в будущем.

8 марта 2009 года, в праздник Торжества православия, архиепископ Дубоссарский и Тираспольский (РПЦ) Юстиниан (Овчинников), совершая чин Торжества Православия в Преображенском кафедральном соборе, ввиду того, что 14 октября 2008 года в Бендерах была торжественно открыта плита, заложенная в основание памятника гетману Мазепе, провозгласил анафему последнему, несмотря на то что в Русской церкви ещё в 1869 году из чина Торжества Православия были исключены все имена.
20 марта 2009 года в храме Святителя Николая Чудотворца в селе Мазепинцах было проведено торжественное богослужение в честь 370-летия со дня рождения Мазепы, которое провёл Патриарх Киевский и всей Руси — Украины Филарет (УПЦ КП) с участием президента Украины Виктора Ющенко, народных депутатов Украины от фракции «Наша Украина» и националистической общественности.
30 апреля 2009 года глава отдела внешних церковных связей Украинской православной церкви архимандрит Кирилл (Говорун) заявил, что в РПЦ создана специальная комиссия, которая рассматривает вопрос о снятии анафемы и готова принять решение, когда утихнут политические споры вокруг гетмана Мазепы:

Ещё митрополит Киевский и Галицкий Антоний Храповицкий в начале XX века говорил, что, скорее всего, гетман Мазепа был предан анафеме по политическим мотивам.

20 марта 2012 года во всех церквях и монастырях Украинской православной церкви Киевского патриархата прошёл молебен, посвящённый памяти гетмана Мазепы в честь годовщины со дня его рождения. Возглавил заупокойную литию патриарх Киевский и всея Украины-Руси Филарет.
В 2018 году Вселенский Патриарх провозгласил незаконным и неканоничным акт Русской православной церкви анафематствования украинского христианина Ивана Мазепы ввиду того, что он является использованием религии в политических целях.